# 베르누이 방정식

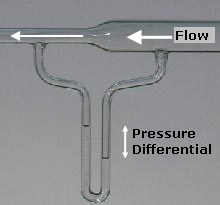
벤투리관의 공기 흐름

베르누이 방정식(영어: Bernoulli's equation)은 유체 동역학에서 점성과 압축성이 없는 이상적인 유체(ideal fluid)가 규칙적으로 흐르는 경우에 대해, 유체의 속도와 압력, 위치 에너지 사이의 관계를 나타낸 공식이다.(Ch.3)(§ 3.5) 이 식은 1738년 다니엘 베르누이가 그의 저서 《유체역학》(Hydrodynamica)에서 발표하였다.
베르누이 방정식은, 흐르는 유체에 대하여 유선(streamline) 상에서 모든 형태의 에너지(위치에너지와 운동에너지)의 합은 언제나 일정하다는 점을 설명하고 있다. 베르누이 방정식은 에너지 보존 법칙의 한 형태이다.

## 가정 및 한계
베르누이의 방정식은 비압축성 유동(incompressible flow)에 대해서만 유효하다. 대부분의 경우 액체는 그 밀도가 일정하다고 생각할 수 있다.
따라서 이런 경우 액체는 비압축성이고, 그 유동은 비압축성 유동으로 생각할 수 있다.
기체의 경우는, 그 유동 속도가 매우 낮아 유선에 따른 기체의 밀도 변화가 무시할 만큼 작은 경우에 비압축성으로 간주할 수 있다.
베르누이 방정식을 적용하기 위해서는 다음과 같은 가정이 만족되어야 한다.
- 유체는 비압축성이어야 한다.[6] 압력이 변하는 경우에도 밀도는 변하지 않아야 한다.
- 유선이 경계층(boundary layer)을 통과하여서는 안 된다.[출처 필요]
- 점성력(viscous force)이 존재하지 않아야 한다.[출처 필요]
- 시간에 대한 변화가 없어야 한다(정상상태, steady state)[6]
- 하나의 유선에 대해서만 적용된다.[6]
- 하나의 유선상 총 에너지는 일정하다.[6]
- 흐름 외부와의 에너지 교환은 없다.[6]

## 형태
베르누이 방정식의 원래 형태는 다음과 같다.
{\displaystyle {p}+{\rho v^{2} \over 2}+\rho gh={\mbox{constant}}}
여기서,
- {\displaystyle v}는 유선 내 한 점에서의 유동 속도
- {\displaystyle g}는 중력 가속도
- {\displaystyle h}는 기준면에 대한 그 점의 높이
- {\displaystyle p}는 그 점에서의 압력
- {\displaystyle \rho }는 유체의 밀도

이다.
- 위 식을 보면, 어떤 속도에서는 압력이 0이 되거나, 혹은 음수의 압력이 될 수도 있는 것처럼 보인다. 그러나 실제로 기체나 액체에서 0이나 음수의 압력은 있을 수 없고, 베르누이 방정식은 압력이 0이 되기 훨씬 전부터 적용이 불가해진다.

- 또한 위 식을 보면, 속도의 제곱과 압력이 선형적인 관계에 있다. 실제 기체에서는 속도가 낮을 경우에만 이런 관계가 성립한다. 액체의 경우, 속도가 높아지면 공동현상(cavitation)과 같은 비선형 과정들이 발생한다. 기체의 경우, 속도가 높아지면 밀도가 달라져, 밀도가 일정하다는 가정이 맞지 않게 된다.

## 단순화된 형태
위 방정식은 다음과 같이 쓸 수 있다.
{\displaystyle {\rho v^{2}/2}+\rho gh+p=q+\rho gh+p={\mbox{constant}}}
여기서,
{\displaystyle q\equiv {\rho v^{2}/2}}는 동압(dynamic pressure)이라고 부른다.
베르누이 방정식을 실제로 쓸 때는, 유선(streamline) 상의 유동에서 {\displaystyle \rho gh}가 0이거나
무시할 만큼 작은 경우가 많다. 이런 경우 위 식은 다음과 같이 간략해진다.
{\displaystyle p+q=p_{0}}
여기에서 {\displaystyle p_{0}}는 전압력(total pressure) 또는 정체압력(stagnation pressure)이라 부르며, {\displaystyle p}는 전압력 및 동압력과 구별하기 위하여 정압(static pressure)이라 부른다. 또한, 보통 그냥 "압력"이라 하면 정압력을 지칭하는 경우가 많다.
따라서 단순화된 베르누이 방정식은 다음과 같이 요약될 수 있다.(§ 3.5)
정압력 + 동압력 = 전압력
즉, 베르누이 방정식은 "유선 상에서의 전압력은 일정하다"는 말로 해석될 수 있다. 또한 만약 그 유동이 한 곳에서 출발하였다면,
"그 유동 내의 모든 점에서의 전압력은 일정하다"고 할 수 있다. 그러나 앞서도 언급하였듯이 이 식은 경계층 내에는 적용되지 않음을 기억하여야 한다.

## 생활속의 응용
비행기가 공중으로 떠올라 비행할 수 있도록 만들어주는 힘을 양력이라 하는데, 이런 양력이 발생하도록 베르누이 법칙에 의해 날개를 설계하여 만들었다. 비행기 날개의 단면을 보면 하부는 직선이고 상부는 곡면을 이루는데, 이때 상부를 흐르는 공기는 코안다 효과에 의해 곡면을 따라 흐르게 되면서 이동거리가 증가하게 되고 이에 따라 이동 속도가 증가하게 된다. 이럴 경우 유체의 이동속도와 압력이 반비례하는 베르누이 법칙에 의거하여 날개 상부의 기압이 하부에  비해 상대적으로 감소하게 된다. 유체는 압력이 높은 곳에서 낮은 곳으로 흐르려는 성질이 있으므로 공기가 날개를 위로 밀어 올려주게 되어 비행기가 부상하게 만들어준다. 이 밖에도 진공청소기, 유압계, 역풍을 거슬러 요트가 전진하게 만들어주는 삼각돛 등이 있다.

## 같이 보기
- 온돌
- 유체동역학
- 오일러 방정식
- 나비에-스토크스 방정식
- 수리학
- 토리첼리의 정리
- 부력